# Waarom ik?
Waarom ik? of Bevrijdingsmonument is een monument in de Nederlandse plaats Bemmel ter herinnering aan de Tweede Wereldoorlog.

## Achtergrond
Het oorlogsmonument herinnert zowel aan de oorlogsjaren als aan de bevrijding door de Britten in september 1944. Beeldhouwer Jac Maris maakte een beeld van een naakte man, die te midden van de puinhopen zijn armen omhoog gooit en roept Waarom ik?, als symbool voor het oorlogsleed. Het monument werd op 4 mei 1957 onthuld.
Sinds 2007 worden jaarlijks om het monument vijf mozaïeken geplaatst die zijn gemaakt door basisschoolleerlingen. Tegenover het monument zijn steles opgericht met de namen van inwoners van Bemmel en Ressen die zijn omgekomen tijdens de oorlogsjaren in Nederland en Nederlands-Indië. Bij de jaarlijkse Nationale Dodenherdenking, vindt ook een ceremonie bij het monument plaats, waarbij er bloemen en kransen worden gelegd.

## Beschrijving
Het oorlogsmonument bestaat uit een bronzen beeld van een naakte man op een eenvoudige sokkel. De man is geknield tussen brokstukken en heeft zijn hoofd en handen opgeheven naar de lucht.

## Afbeeldingen

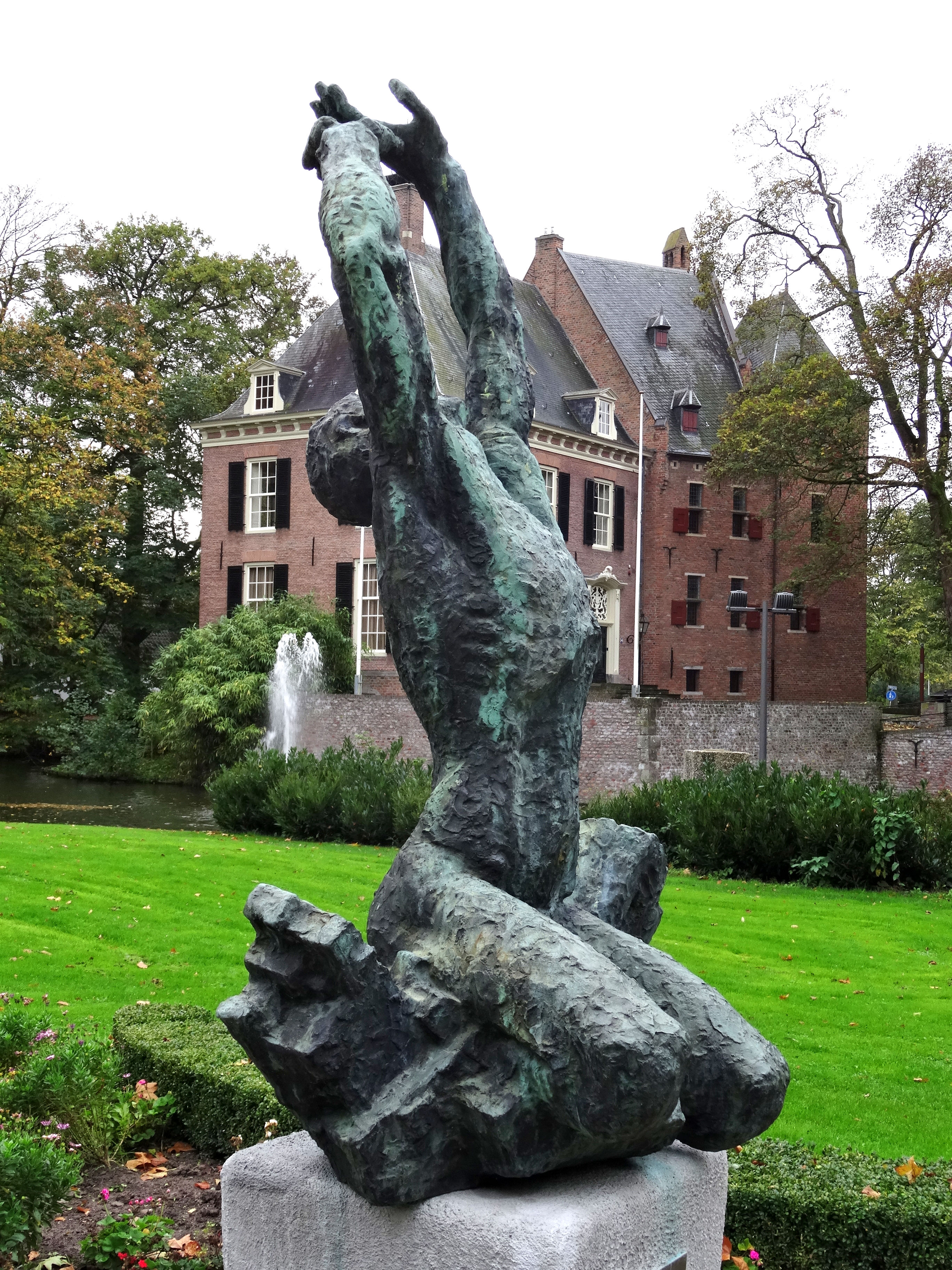
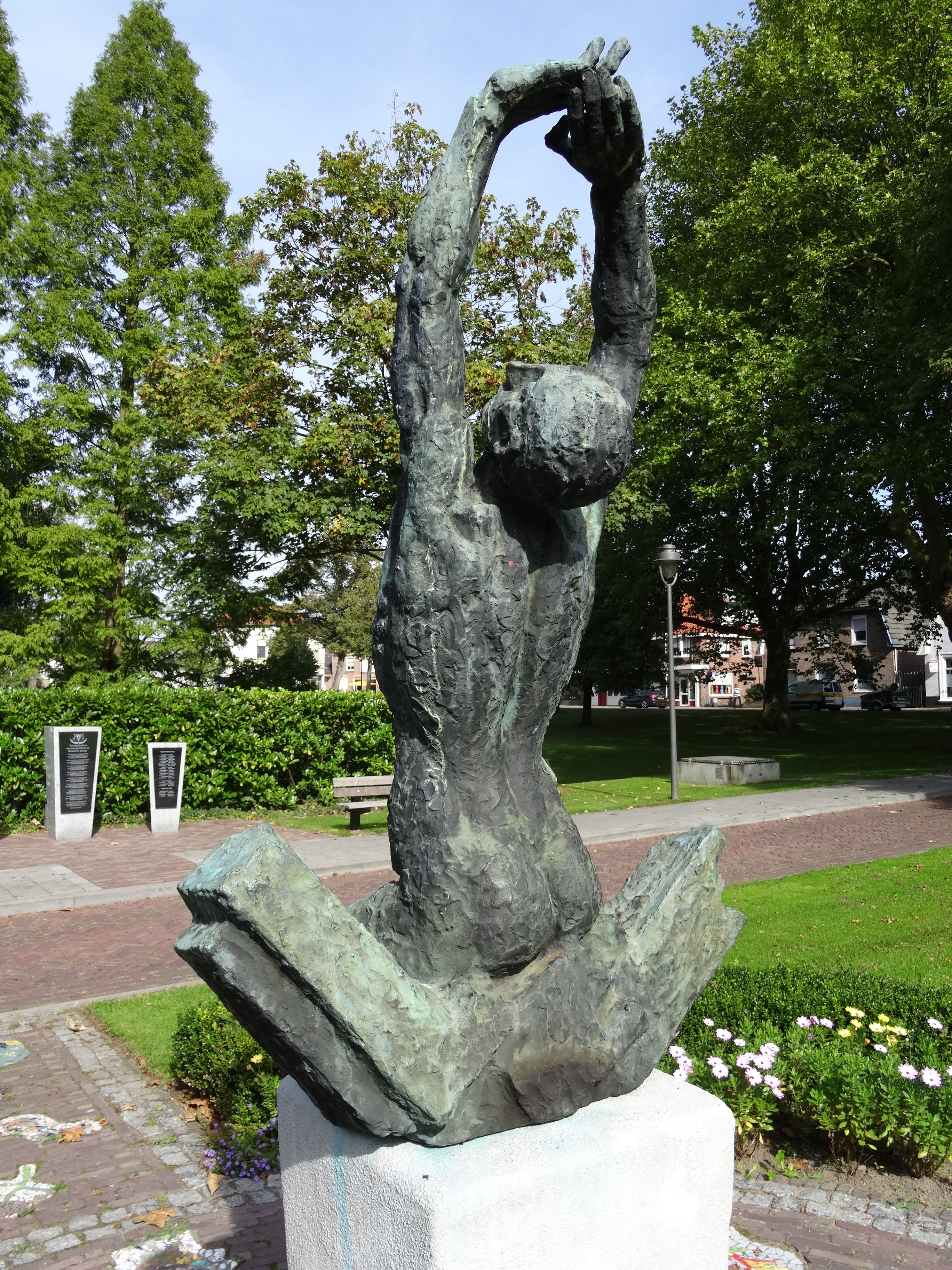
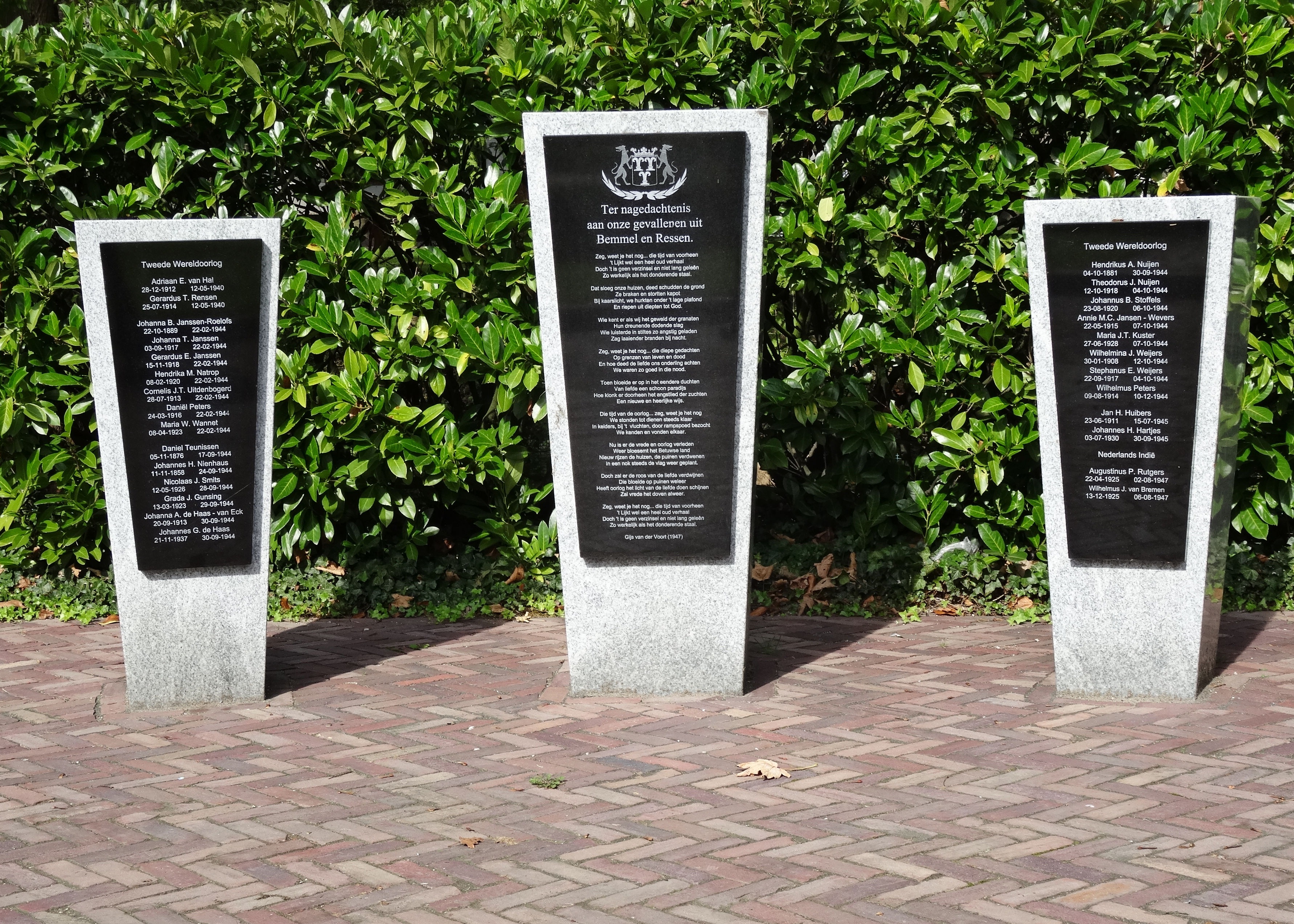